# Anseropoda novemradiata
Anseropoda novemradiata is een zeester uit de familie Asterinidae.
De wetenschappelijke naam van de soort werd in 1905 gepubliceerd door Francis Jeffrey Bell.